# أرنولد وليامز (سياسي)
أرنولد وليامز (بالإنجليزية: Arnold Williams)‏ هو سياسي بريطاني (وحمل سابقاً جنسية المملكة المتحدة لبريطانيا العظمى وأيرلندا)، ولد في 30 سبتمبر 1890، وتوفي في 1958. حزبياً، نشط في الحزب الليبرالي. في الانتخابات العامة في المملكة المتحدة 1923 ‏، انتخب عضو برلمان المملكة المتحدة الـ33 عن دائرة Sowerby (UK Parliament constituency) ‏ (6 ديسمبر 1923 – 9 أكتوبر 1924).